# Damnameneo
En la mitología griega Damnameneo es el nombre de varios personajes que, por sus atribuciones, a menudo se confunden entre sí:
1. Uno de los telquines, los nueve monstruos marinos, hijos de Ponto y Talasa, que tenían cabeza de perro y cola de serpiente o de pez.[1]
2. Uno de los curetes o coribantes, rústicos dioses de las montañas cretenses que nacieron de la sangre de Urano, de Gea o de Crono, según los autores. Fueron los démones a los que Rea confió el cuidado de su hijo Zeus para evitar que fuera engullido por Crono. Los curetes se encargaban de golpear sus escudos cada vez que el niño lloraba, para que no fuera escuchado por su padre. Fueron inventores de la metalurgia, el pastoreo, la apicultura y la caza. También fueron los primeros soldados armados, y los dioses de las danzas orgiásticas que en su honor celebraban los jóvenes de Creta y Eubea.
3. Uno de los dáctilos, los cinco démones que junto con sus hermanas, las hecatérides, representaban los dedos de las manos. Eran hijos de Gea o de Hecátero y Anquíale, según las versiones. Los dáctilos se unieron armoniosamente a sus hermanas como una mano estrecha la otra, y de esta unión nacieron los sátiros, las ninfas oreiades y los segundos curetes.[2]
4. Un cuarto Damnameneo, que no tiene nada que ver con los anteriores, sentía gran debilidad por las mujeres. Cuando se enamoró de Melis la acosó tanto que ella acabó arrojándose al mar para huir de sus solicitudes.[3]